# Poelkapelle
Poelkapelle is een dorp in de Belgische provincie West-Vlaanderen en vormt samen met Langemark de gemeente Langemark-Poelkapelle. Het was een zelfstandige gemeente vanaf 1904 tot aan de gemeentelijke herindeling van 1977. Poelkapelle is met ruim 2.000 inwoners een kleinere gemeenschap dan het nabijgelegen dorp Langemark (3.500 inwoners), maar de fusiegemeente is genoemd naar beide plaatsen. Na de fusie bleven enkele gemeentelijke faciliteiten aanwezig in Poelkapelle, maar later zijn alle diensten tegen de beloften in gecentraliseerd in Langemark.

## Geschiedenis
Poelkapelle is ontstaan rond de Capelle ten Poele, welke het eerst in 1096 werd vermeld. De kapel was afhankelijk van de Abdij van Voormezele en werd bediend door Benedictijnen van de Abdij welke zich aan de rand van het Vrijbos bevond.
In 1804 werd Poelkapelle een zelfstandige parochie en in 1904 een zelfstandige gemeente, afgesplitst van Langemark. Poelkapelle fuseerde in 1977 opnieuw met Langemark tot Langemark-Poelkapelle.
Tijdens de Eerste Wereldoorlog werd Poelkapelle volledig verwoest.
Een anekdote over een veldslag tijdens de Eerste Wereldoorlog die in Poelkapelle plaatsvond, gaat als volgt: een Duits regiment van ongeveer 870 man werd bijna volledig vermorzeld; slechts 70 Duitse soldaten overleefden, waaronder de jonge korporaal Adolf Hitler.
In het kader van de wederopbouw werd ook een marktplein aangelegd: het Guynemerplein genoemd naar de bekende Franse gevechtspiloot George Guynemer die er tijdens een luchtgevecht neerstortte en omkwam. 
In 2006 werd tussen Ieper en Diksmuide een Lancaster MK3 opgegraven. Hij was daar in de nacht van 20 op 21 juni 1944 neergehaald. Zes bemanningsleden konden ontvluchten, de zevende werd door de Duitsers opgepakt.

## Demografische ontwikkeling
- Bronnen:NIS, Opm:1831 tot en met 1970=volkstellingen; 1976 = inwoneraantal op 31 december

## Bezienswaardigheden

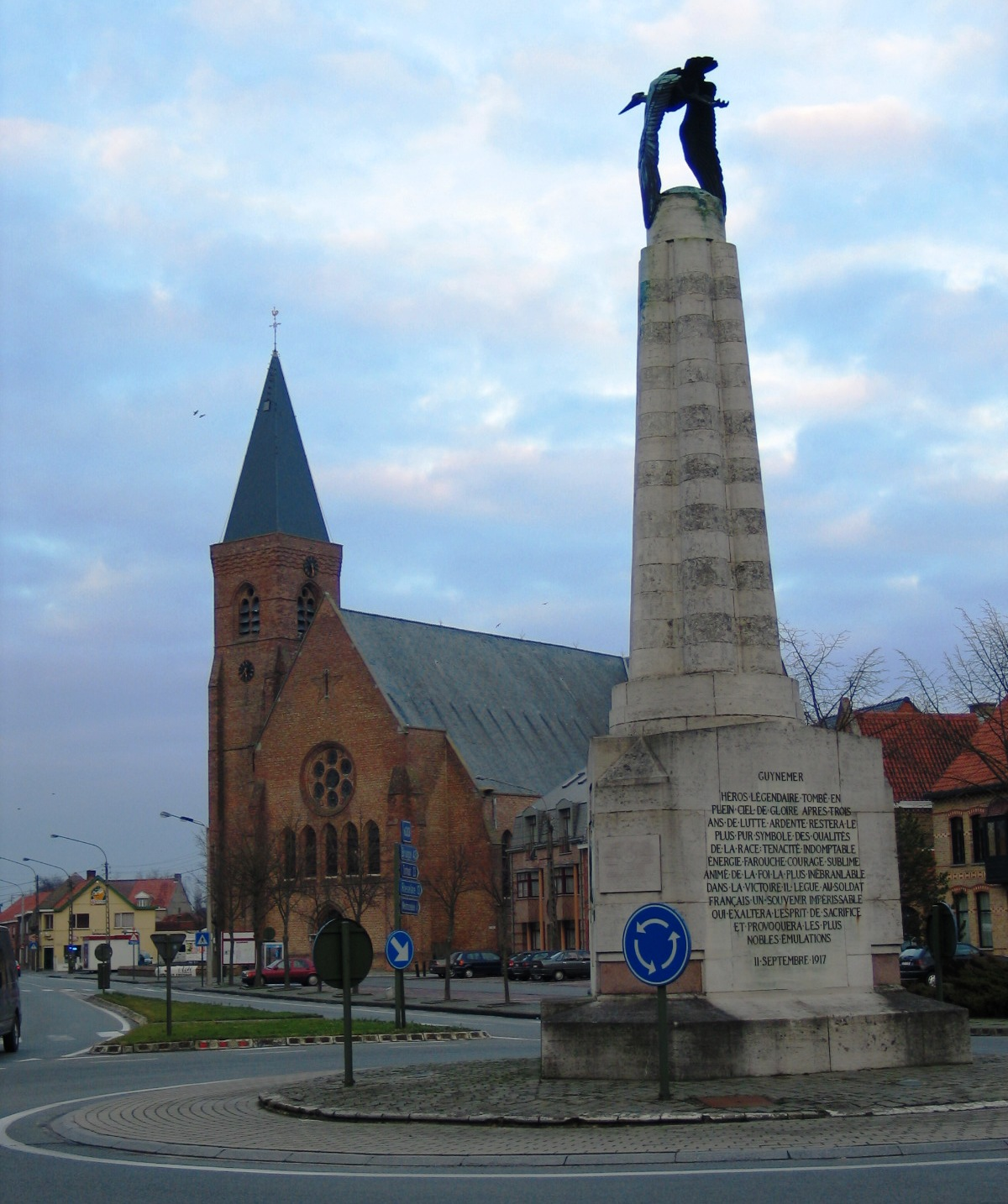
Kerk en gedenkteken voor Georges Guynemer in het centrum (15 feb 2005)

- het Guynemerpaviljoen: een museum dat de herinnering aan Georges Guynemer levendig houdt en aan andere piloten uit de Eerste Wereldoorlog
- In het centrum van Poelkapelle staat het Guynemer-gedenkteken ter nagedachtenis van Georges Guynemer, een Frans gevechtspiloot die hier tijdens de Eerste Wereldoorlog werd neergehaald. Georges Guynemer werd er voor gehuldigd meerdere Duitse gevechtsvliegtuigen te hebben neergehaald. Na de crash, (niemand weet precies waar hij neerkwam, zeker niet op de plaats waar zijn monument staat), werd hij te Poelkapelle mede door het Duitse leger uit respect met 'militaire eer' begraven. Hij was meer dan een gewone jagerpiloot, reden waarom Frankrijk hem vereerde voor zijn heroïsch palmares, met een merkwaardig groot monument. Het monument draagt een bronzen vliegende ooievaar in top, omdat de ooievaar het teken was van de groep waar Guynemer bij vloog. Jaarlijks nog huldigt een Frans militair eskadron boven Poelkapelle zijn held op de verjaardag van dit historische feit.
- Het Gedenkkruis voor adjudant Dresse aan de Poperingestraat.
- Op de Britse militaire begraafplaats Poelcapelle British Cemetery ligt - naar lange tijd werd aangenomen - de jongste Britse soldaat uit de Eerste Wereldoorlog. John Condon was amper 14 jaar toen hij sneuvelde. Hij stierf op 24 mei 1915.
- De Onze-Lieve-Vrouwekerk

## Natuur en landschap
Poelkapelle ligt in Zandlemig Vlaanderen op een hoogte van ongeveer 23 meter. Ten noorden stroomt de Broenbeek, ten zuiden de Paddebeek, beide in westelijke richting naar de Ieperlee.

## Politiek
Poelkapelle had een eigen gemeentebestuur en burgemeester tot de fusie van 1977. Burgemeesters waren:
- Emerie Alfons Marie Degrave
- Hector Courtens
- Jozef-Gerard Pauwelyn
- Omer Ceenaeme

## Bekende inwoners
- Frédérik Deburghgraeve, olympisch zwemkampioen
- André Noyelle, olympisch kampioen wielrennen

## Nabijgelegen kernen
Madonna, Langemark, Westrozebeke, Sint-Juliaan, Passendale